# Proveedor de servicio por niveles
Proveedor de servicio por niveles (en inglés Layered Service Provider, cuyo acrónimo es LSP), es una característica de Microsoft Windows existente desde Windows 98 y eliminada a partir de Windows Server 2012 / Windows 8 Winsock 2 Service Provider Interface (SPI). 
El proveedor de servicio por niveles es una DLL que usa Winsock API para insertarse en la pila de TCP/IP. Una vez en la pila, un Layered Service Provider puede insertar y modificar entradas y salidas de tráfico de Internet. Esto permite procesar todo el tráfico TCP/IP que tiene lugar entre Internet y aplicaciones que están accediendo a Internet (tales como un navegador web, un cliente de correo electrónico, etc).